# Verbundübung
Unter dem Begriff Verbundübung versteht man eine Übung beim Krafttraining bzw. Bodybuilding, bei der mehrere Muskeln oder Muskelgruppen beteiligt sind. Eine weitere Definition grenzt die Verbundübung von der Isolationsübung dadurch ab, dass mehr als ein Gelenk (Handgelenk ausgenommen) bewegt wird.
Beispiele für Verbundübungen sind:
- Alle Grundübungen
- Klimmzug (bzw. Lat-Zug)
- Beinpresse
- Dip